# Stellaria petiolaris
Stellaria petiolaris là loài thực vật có hoa thuộc họ Cẩm chướng. Loài này được Hand.-Mazz. miêu tả khoa học đầu tiên năm 1940.